# Praxeas
Praxeas war ein Theologe aus Kleinasien, der in der zweiten Hälfte des 2. und Anfang des 3. Jahrhunderts n. Chr. lebte. Er war ein Vertreter des Monarchianismus, der im Gegensatz zur trinitarischen Lehre Gottvater mit dem Sohn identifizierte, als verschiedene Erscheinungsweisen desselben Gottes (Modalismus), der so mit Jesus selbst am Kreuz gestorben wäre (Patripassianismus).
Praxeas ist vor allem aus der Schrift Tertullians gegen ihn (Adversus Praxean) bekannt, die Tertullian um 213 verfasste, als sich Praxeas’ Lehre von Rom aus auch in Nordafrika (Karthago) verbreitete, wo Tertullian wirkte. Tertullian fasste seine Lehre so zusammen:  Paracletum fugavit et patrem crucifixit („Er trieb den Heiligen Geist (Paraklet) aus und kreuzigte den Vater“). Tertullian bezeichnet Praxeas als Unruhestifter, der mit einem Martyrium prahlen würde, das in Wirklichkeit nur eine kurze Kerkerhaft gewesen sei. Überdies macht er ihn dafür verantwortlich, dass er während seines Auftretens in Rom etwa 190 bis 198 dafür gesorgt habe, dass die damaligen Päpste (Viktor I. und ab 199 dessen Nachfolger Zephyrinus) die eigentlich schon beschlossene Anerkennung des Montanismus widerrufen hätten. Tertullian war selbst ein Anhänger des Montanismus, den er gegen Praxeas’ Angriffe verteidigte. Als Tertullian gegen ihn schrieb, war Praxeas schon nicht mehr aktiv. Nach Tertullian hatte er seine Ansichten widerrufen (der Widerruf befände sich in den Archiven der Nordafrikanischen Kirche) und seine Lehre sei scheinbar schon ausgemerzt worden, wurde aber von Anderen erneut aufgegriffen (die er nicht namentlich nennt), gegen die sich Tertullian dann wendet.
Ein weiterer Vertreter des Monarchianismus aus der gleichen Zeit ist Noet, der ebenfalls aus Kleinasien stammt.
Praxeas wird von Tertullian  auch in der Liste der Häretiker De praescriptione haereticorum aufgeführt.